# Kinaga
Kinaga è una circoscrizione rurale (rural ward) della Tanzania situata nel distretto urbano di Kahama, regione di Shinyanga. Conta una popolazione di 14 841 abitanti (censimento 2012).